# Michelle Simmons
Michelle Yvonne Simmons (Londres, 14 de julio de 1967) es una física angloaustraliana. Es profesora de física cuántica en la Universidad de Nueva Gales del Sur donde dirige el centro Quantum Computation and Comunicación Technology. Es editora en jefe de Nature Quantum Information y fue galardonada con el Premio L'Oréal-UNESCO en 2017.

## Carrera
Es miembro de la academia australiana de las ciencias desde 2006 y de la Academia Estadounidense de las Artes y las Ciencias desde 2014. Recibió el Premio L'Oréal-UNESCO en 2017 por su contribución revolucionaria a la electrónica cuántica y atómica, del transistor atómico a la computación cuántica.
En 2012, desarrolló el transistor a la escala de un solo átomo gracias a un cristal de silicio con varios átomos de fósforo sumergidos. Este transistor atómico es necesario para crear un computador para procesar los datos de la mecánica cuántica. Gracias a este, cálculos que habrían tomado miles de años añora tardan ahora un par de segundos. 
En 2014 ingresó en la Academia Estadounidense de Artes y Ciencias de Australia. En 2016 recibió el Premio Feynman en Nanotecnología por 'la creación del nuevo campo de la electrónica atómica.